# Cyanopepla panamensis
Cyanopepla panamensis là một loài bướm đêm thuộc phân họ Arctiinae, họ Erebidae.